# Uniwersytet Ekonomiczny w Krakowie
Uniwersytet Ekonomiczny w Krakowie (UEK) – jedna z pięciu polskich państwowych wyższych szkół ekonomicznych. Pod względem liczby studentów, jest największym w Polsce oraz jednym z największych w Europie uniwersytetem poświęconym naukom ekonomicznym, a także piątą co do wielkości uczelnią w Krakowie (po Uniwersytecie Jagiellońskim, Akademii Górniczo-Hutniczej, Politechnice Krakowskiej i Uniwersytecie Komisji Edukacji Narodowej w Krakowie). Jest również drugą najstarszą w Polsce państwową uczelnią ekonomiczną.

## Historia
Uczelnia powstała 28 maja 1925 jako państwowe Wyższe Studium Handlowe. W 1937 przekształcono ją w Akademię Handlową, otrzymując tym samym uprawnienia szkoły akademickiej. Po wybuchu wojny Akademia, podobnie jak inne polskie uczelnie, została zamknięta, zaś jej profesorowie – razem z wykładowcami Uniwersytetu Jagiellońskiego i Akademii Górniczej – aresztowani i wywiezieni do obozu koncentracyjnego. Podjęto wówczas potajemne nauczanie, z którego skorzystała część dotychczasowych studentów. W 1950 przywróconą po wojnie Akademię przekształcono w Wyższą Szkołę Ekonomiczną z trzema wydziałami. W 1974 uczelnia uzyskała nazwę Akademia Ekonomiczna w Krakowie, zaś rok później uroczyście obchodzono jej 50-lecie. Po transformacji ustrojowej w 1989 uruchomiono nowe kierunki studiów. Gwałtownie wzrosła też liczba studiujących. Na mocy ustawy z dnia 6 lipca 2007 przyznano obecnie obowiązującą nazwę – Uniwersytet Ekonomiczny w Krakowie (nazwa obowiązuje od 25 sierpnia 2007).

### Kalendarium
- 1882 – powstaje średnia Szkoła Handlowa w Krakowie
- 1908 – szkoła oferuje kursy dla abiturientów szkół średnich i otrzymuje nazwę Akademia Handlowa przeznaczoną dla szkół średnich według prawa zaboru austriackiego
- 1924 – powstaje Instytut Towaroznawczy przy ul. Kapucyńskiej 2
- 1925 – powstaje Wyższe Studium Handlowe w Krakowie przy ul. Kapucyńskiej 2 (data ta uważana jest za oficjalny początek historii Uniwersytetu)
- 1927 – przeniesienie szkoły do budynku przy ul. Sienkiewicza 4
- 1937 – zmiana dotychczasowej nazwy Uczelni na: Akademia Handlowa w Krakowie
- 1939 – 9 maja 1939 ogłoszono statut Akademii Handlowej w Krakowie jako prywatne szkoły akademickiej[3]
- 1939 – zamknięcie i dewastacja Uczelni przez okupantów hitlerowskich, aresztowanie profesorów
- 1943 – podjęcie zakonspirowanej działalności dydaktycznej
- 1945 – wznowienie zajęć dydaktycznych
- 1945 – uzyskanie prawa nadawania tytułu magistra
- 1950 – zmiana dotychczasowej nazwy Uczelni na: Wyższa Szkoła Ekonomiczna[a]
- 1952 – przeniesienie siedziby Uczelni do gmachu Fundacji Lubomirskich przy ul. Rakowickiej 27
- 1955 – uzyskanie prawa nadawania stopnia kandydata nauk
- 1959 – uzyskanie prawa nadawania stopnia doktora
- 1961 – uzyskanie prawa habilitowania i nadawania stopnia docenta
- 1970 – oddanie do użytku pawilonów A, B, C (na kampusie przy ul. Rakowickiej 27)
- 1974 – zmiana dotychczasowej nazwy Uczelni na: Akademia Ekonomiczna w Krakowie[b]
- 1976 – oddanie do użytku pawilonu D
- 1983 – oddanie do użytku pawilonu E
- 1990 – oddanie do użytku budynku przy ul. Rakowickiej 16
- 1992 – reforma struktury Uczelni (dostosowanie do wymagań gospodarki wolnorynkowej)
- 1993 – oddanie do użytku I części budynku Biblioteki Głównej
- 1995 – oddanie do użytku gmachu Biblioteki Głównej
- 1998 – oddanie do użytku hali sportowej oraz części dydaktyczno-naukowej
- 1999 – wizyta Ojca Świętego Jana Pawła II
- 2000 – oddanie do użytku krytej pływalni
- 2007 – zmiana dotychczasowej nazwy Uczelni na: Uniwersytet Ekonomiczny w Krakowie
- 2012 – oddanie do użytku pawilonu G
- 2021 – oddanie do użytku Forum UEK[4]
- 2023 – oddanie do użytku Sali Profesorskiej
- 2023 – powstanie pierwszego w Polsce Laboratorium Grywalizacyjnego UEK (Pawilon G)

## Program dydaktyczny

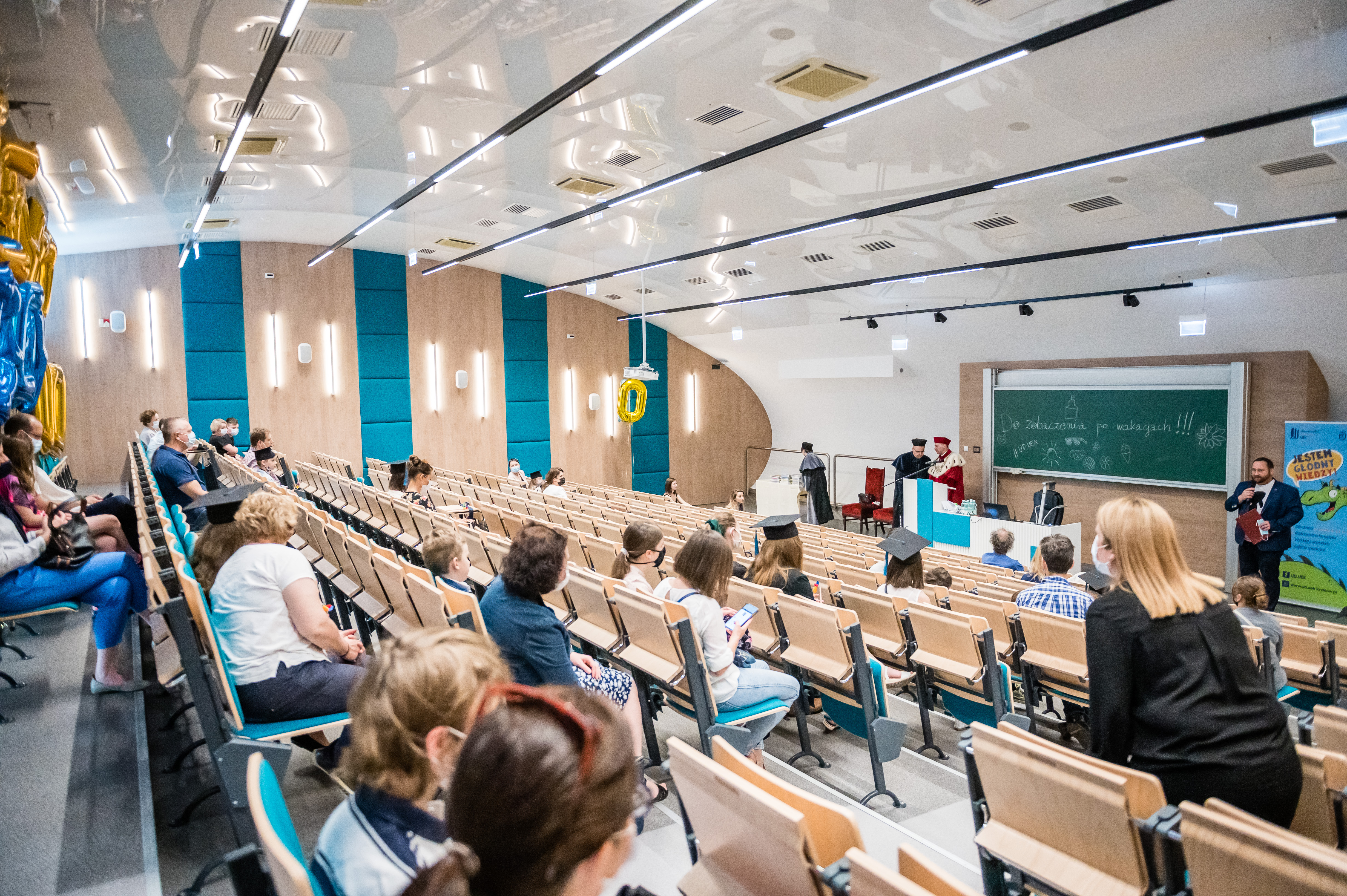
Wnętrze sali wykładowej nr 9 w Pawilonie Sportowo-Dydaktycznym

Uniwersytet Ekonomiczny w Krakowie posiada uprawnienia do nadawania stopnia naukowego doktora habilitowanego w dziedzinie nauk społecznych w następujących dyscyplinach:
- ekonomia i finanse,
- nauk o zarządzaniu i jakości,
- nauki o polityce i administracji.

Posiada również uprawnienia do nadawania stopnia naukowego doktora w dziedzinie nauk społecznych w następujących dyscyplinach:
- ekonomia i finanse,
- geografia społeczno-ekonomiczna i gospodarka przestrzenna,
- nauki o polityce i administracji,
- nauk o zarządzaniu i jakości.

Uczelnia posiada także uprawnienia do prowadzenia studiów I oraz II stopnia na 51 kierunkach kształcenia, spośród których to 10 posiada status kierunku unikatowego; uprawnienia do prowadzenia studiów III stopnia (szkoła doktorska); uprawnienia do prowadzenia studiów podyplomowych oraz uprawnienia do prowadzenia studiów MBA.

## Kolegia i instytuty

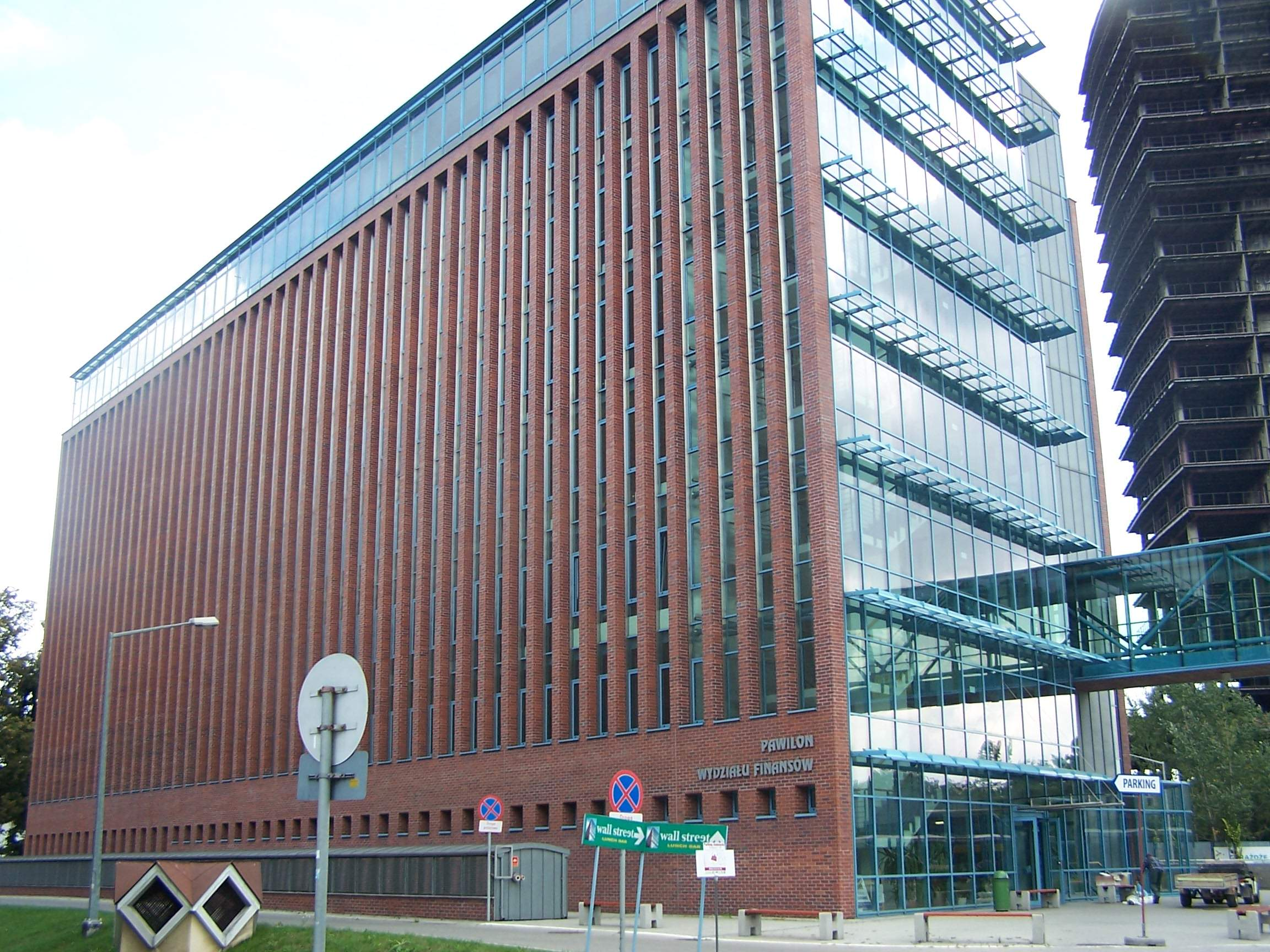
Pawilon F Uniwersytetu Ekonomicznego w Krakowie

Od 1 października 2019 na Uniwersytecie Ekonomicznym w Krakowie działają następujące kolegia i instytuty:
- Kolegium Ekonomii, Finansów i Prawa:
  - Instytut Ekonomii,
  - Instytut Finansów,
  - Instytut Metod Ilościowych w Naukach Społecznych,
  - Instytut Prawa,
- Kolegium Gospodarki i Administracji Publicznej:
  - Instytut Polityk Publicznych i Administracji,
  - Instytut Gospodarki Przestrzennej i Studiów Miejskich,
  - Instytut Politologii, Socjologii i Filozofii,
- Kolegium Nauk o Zarządzaniu i Jakości:
  - Instytut Zarządzania,
  - Instytut Informatyki, Rachunkowości i Controllingu,
  - Instytut Nauk o Jakości i Zarządzania Produktem.

## Jednostki ogólnouczelniane i międzywydziałowe

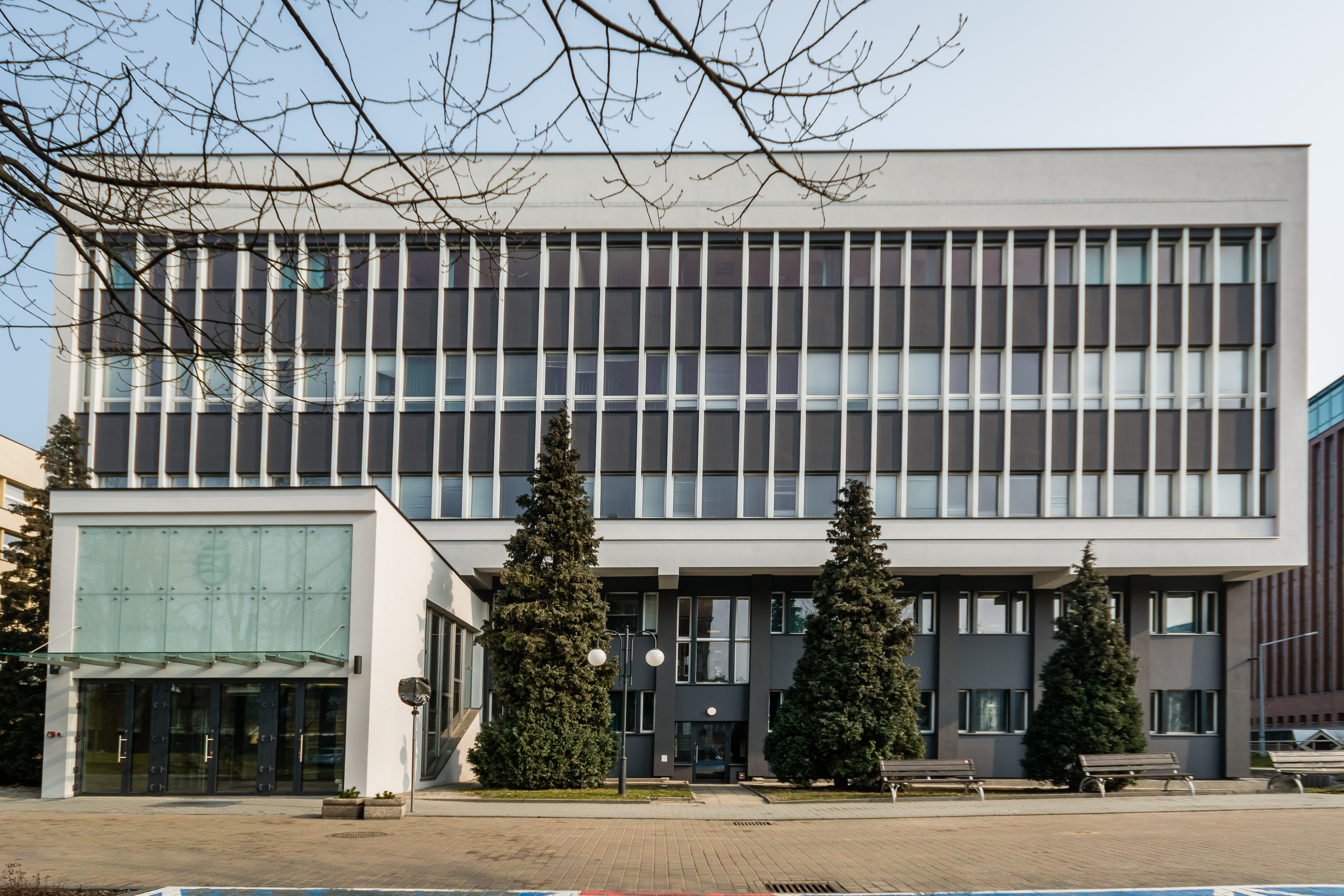
Biblioteka Główna Uniwersytetu Ekonomicznego

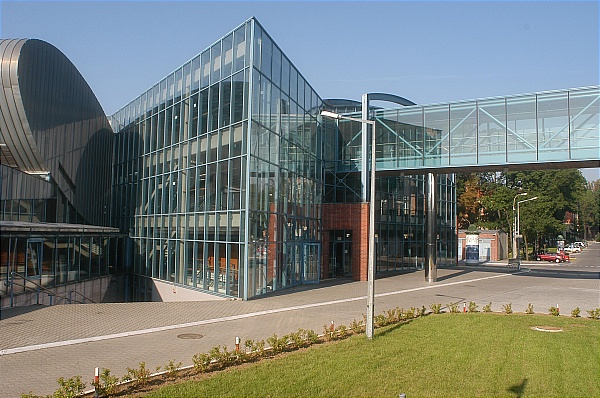
Wejście do hali AZS Uniwersytetu Ekonomicznego

Na uczelni działają również liczne jednostki międzywydziałowe i pozawydziałowe, między innymi:
- Krakowska Szkoła Biznesu
- Małopolska Szkoła Administracji Publicznej
- Akademickie Centrum Kariery UEK
- Biuro ds. Osób z Niepełnosprawnościami
- Centrum e-Learningu
- Regionalne Centrum Informacyjne Integracji Europejskiej
- Centrum Językowe
- Studium Wychowania Fizycznego i Sportu
- Muzeum Uniwersytetu Ekonomicznego w Krakowie
- Biblioteka Uniwersytetu Ekonomicznego w Krakowie
- Zakład Poligraficzny
- Dział Nauki
- Dział Transferu Wiedzy i Projektów Międzynarodowych

## Kampusy i budynki uczelniane

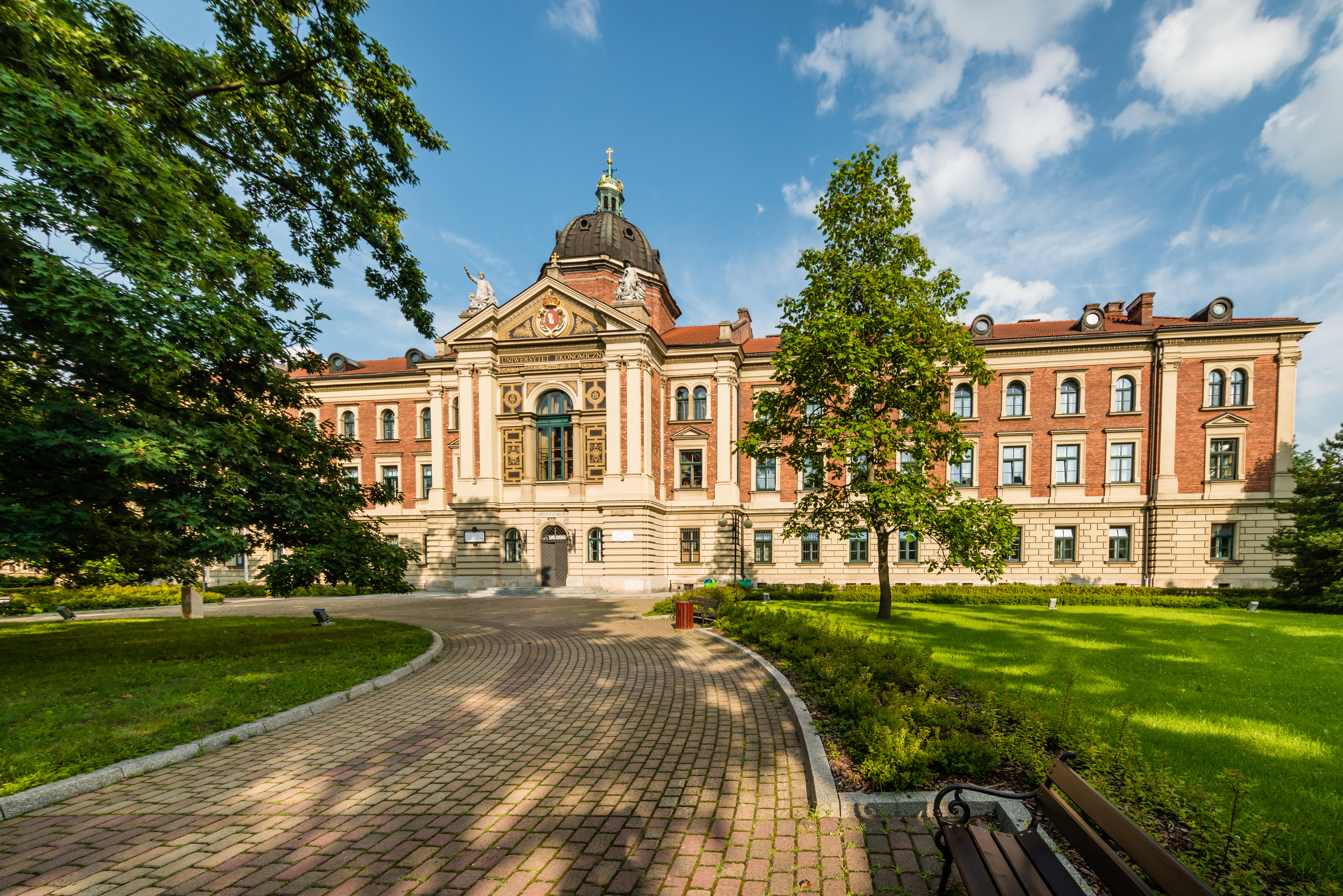
Budynek główny Uniwersytetu Ekonomicznego, dawniej gmach fundacji Aleksandra Lubomirskiego

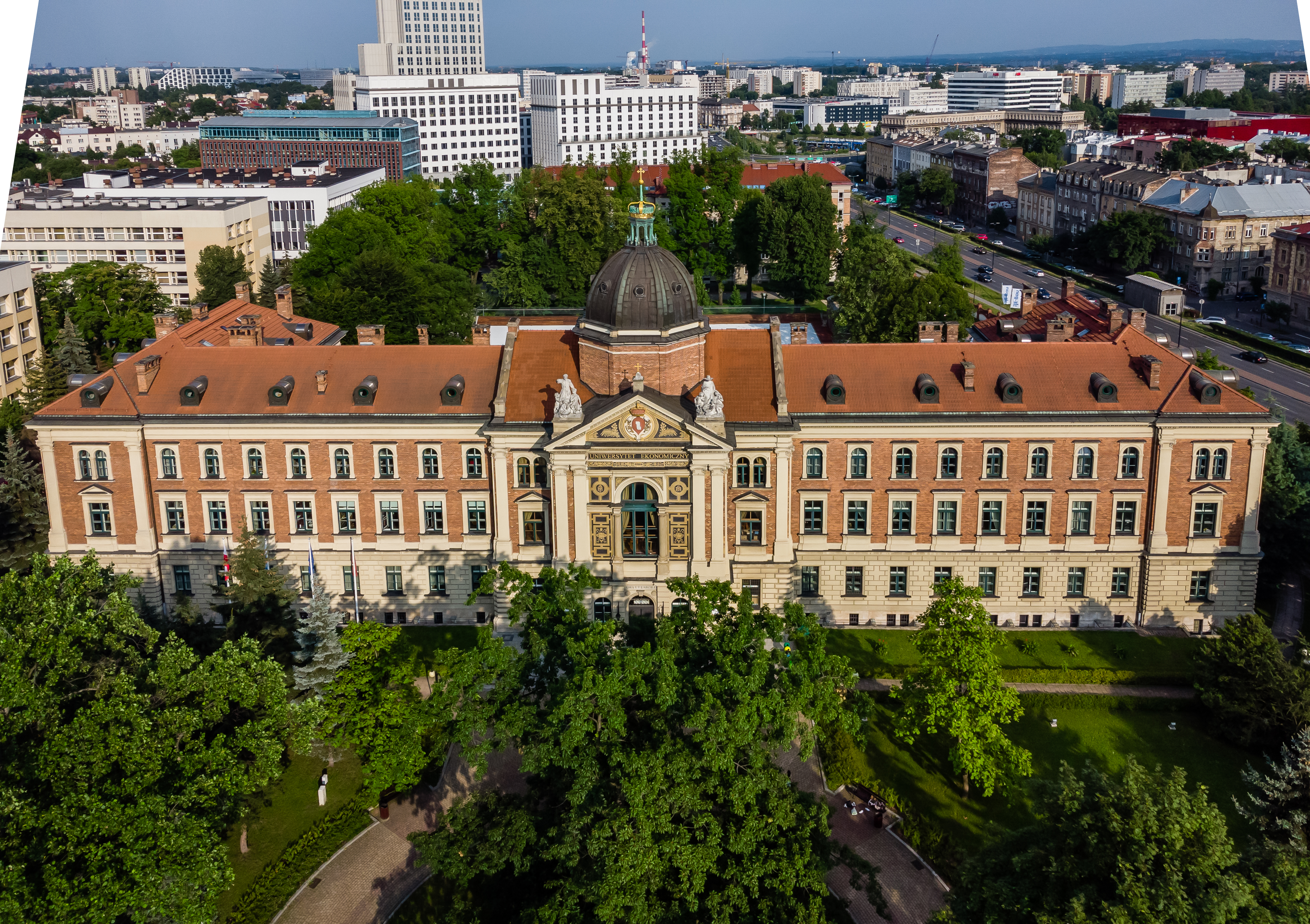
Widok z lotu ptaka

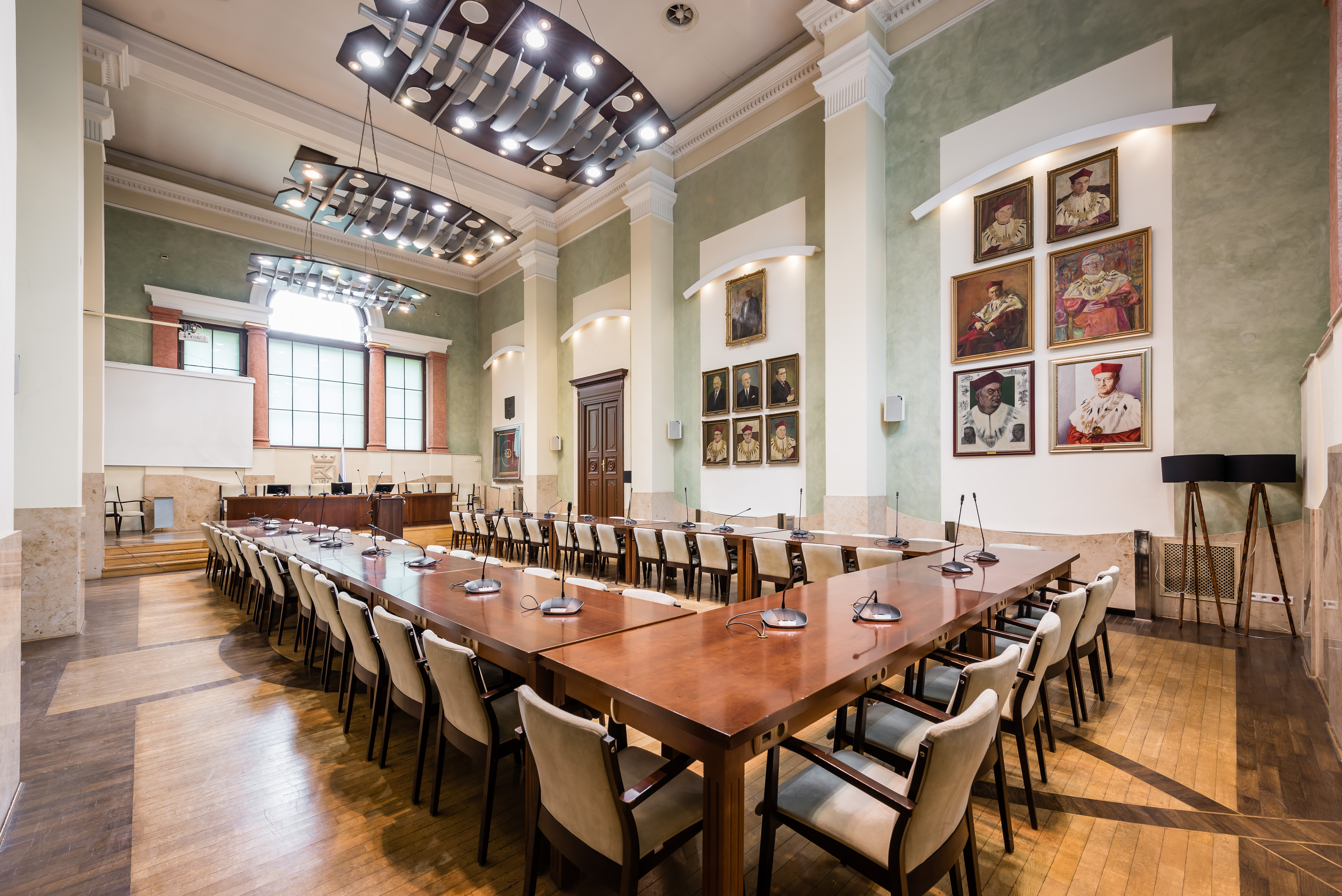
Sala Senacka w Budynku Głównym Uniwersytetu Ekonomicznego w Krakowie (dawniej basen kryty dla wychowanków Fundacji)

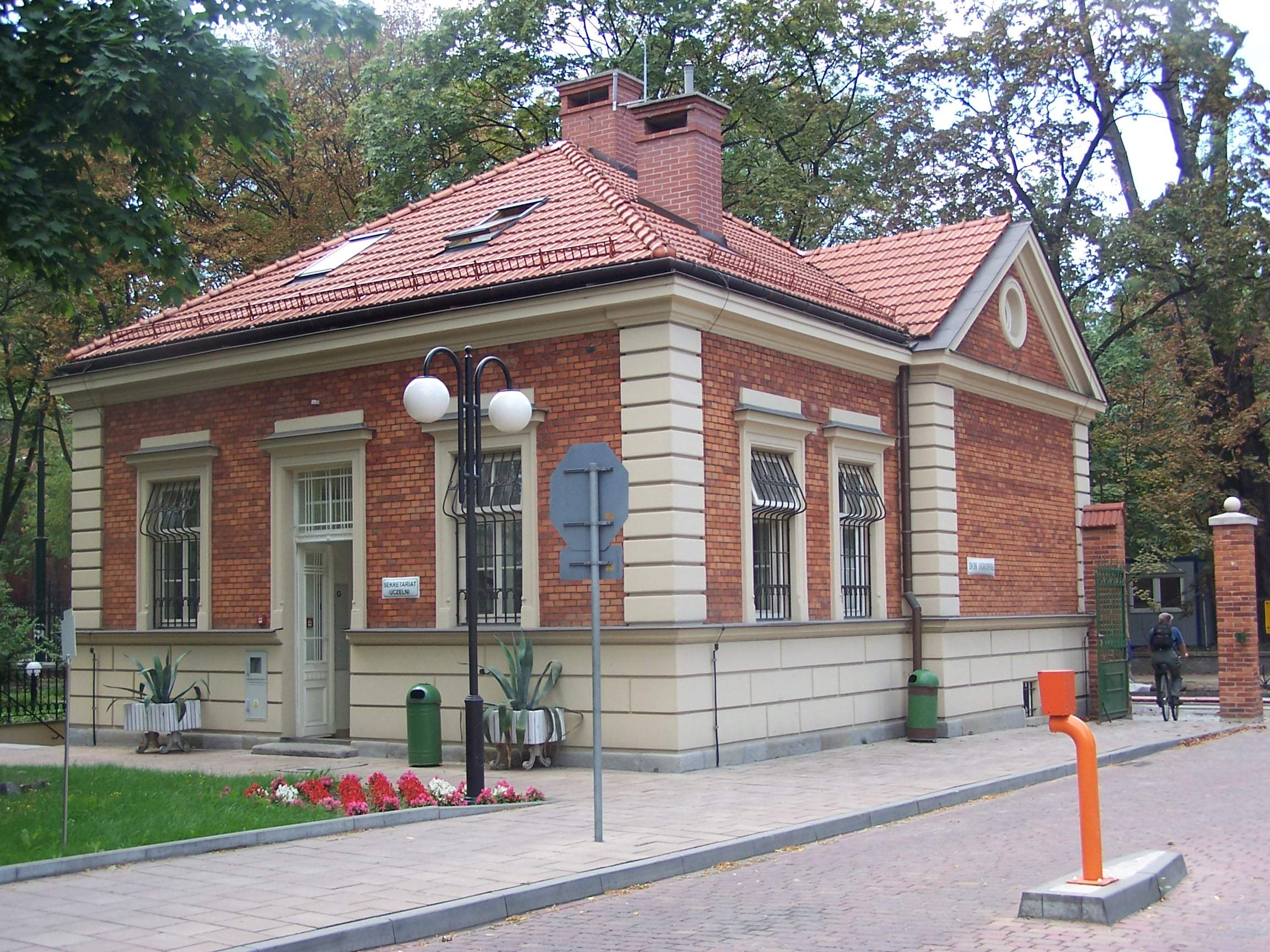
Stróżówka – obecnie Sekretariat Uczelni, budynek ochrony oraz siedziba Fundacji Uniwersytetu Ekonomicznego w Krakowie

Gmach Główny Uniwersytetu Ekonomicznego w Krakowie znajduje się w zabytkowym budynku byłej Fundacji Księcia Aleksandra Lubomirskiego. Obecnie w skład kampusu przy ulicy Rakowickiej wchodzą:
- Budynek Główny wraz z tzw. Salą Profesorską (niegdyś kryty basen dla wychowanków schroniska)
- Księżówka (obecnie budynek administracji)
- Stróżówka (sekretariat oraz siedziba Fundacji Uniwersytetu Ekonomicznego w Krakowie)
- Domek ogrodnika (obecnie Biuro Programów Zagranicznych)
- Pawilony dydaktyczne A-E
- Pawilon dydaktyczny F wraz z 3-poziomowym parkingiem podziemnym
- Budynek dydaktyczny „Ustronie”
- Pawilon Sportowo-Dydaktyczny z nowoczesną halą sportową i basenem
- Forum UEK
- Pawilon H (były budynek wojskowy)

Ponadto w Krakowie poza kampusem przy ulicy Rakowickiej znajdują się:
- budynek przy ulicy Sienkiewicza (część Instytutu Nauk o Jakości i Zarządzania Produktem wraz z pokojami gościnnymi)
- 2 domy studenckie: Merkury (Al. 29 Listopada 48A) i Fafik (ul. Racławicka 9){ponadto Uniwersytet Ekonomiczny dysponuje w Krakowie miejscami na miasteczku studenckim AGH oraz na Os. Złotej Jesieni w Nowej Hucie}

Uniwersytet Ekonomiczny w Krakowie posiada również posiadłości poza miastem, między innymi:
- dom wypoczynkowy w górach (tzw. Chatka)

## Publikacje

### Wydawnictwa tradycyjne wydawane przez Uniwersytet Ekonomiczny
- „Zeszyty Naukowe Uniwersytetu Ekonomicznego w Krakowie” / „Cracow Review of Economics and Management”, ISSN 1898-6447; ISSN 2545-3238
- „Argumenta Oeconomica Cracoviensia”, ISSN 1642-168X; ISSN 2545-3866
- „Kurier UEK” – Kwartalnik Uniwersytetu Ekonomicznego w Krakowie

### Wydawnictwa elektroniczne wydawane przez Uniwersytet Ekonomiczny
- Encyklopedia Zarządzania „M-files”[6] – największa w Polsce encyklopedia WIKI o profilu ekonomicznym

### Dodatkowo wydawane są czasopisma przez jednostki Uniwersytetu Ekonomicznego w Krakowie
- „Public Governance „/” Zarządzanie Publiczne”, ISSN 1898-3529; ISSN 2658-1116
- „Entrepreneurial Business and Economics Review” (EBER) ISSN 2353-8821; ISSN 2353-883X
- „International Entrepreneurship Review”, ISSN 2658-1841
- „Ekonomia Społeczna”, ISSN 2081-321X; ISSN 1898-7435
- „Świat Nieruchomości”, ISSN 1231-8841; ISSN 2450-534X

## Współpraca międzynarodowa i/lub międzyuczelniana
Jednostkami realizującymi współpracę międzynarodową są:
- Dział Współpracy Międzynarodowej,
- Biuro Programów Zagranicznych,
- Dział Wsparcia Projektów Badawczych,
- Dział Transferu Wiedzy i Projektów,
- Ośrodek Badań Europejskich im. Józefa Rettingera,
- Centrum Zaawansowanych Badań Ludnościowych i Religijnych,
- Międzynarodowe Centrum Naukowo-Edukacyjne im. Prof. Jerzego Trzcienieckiego.

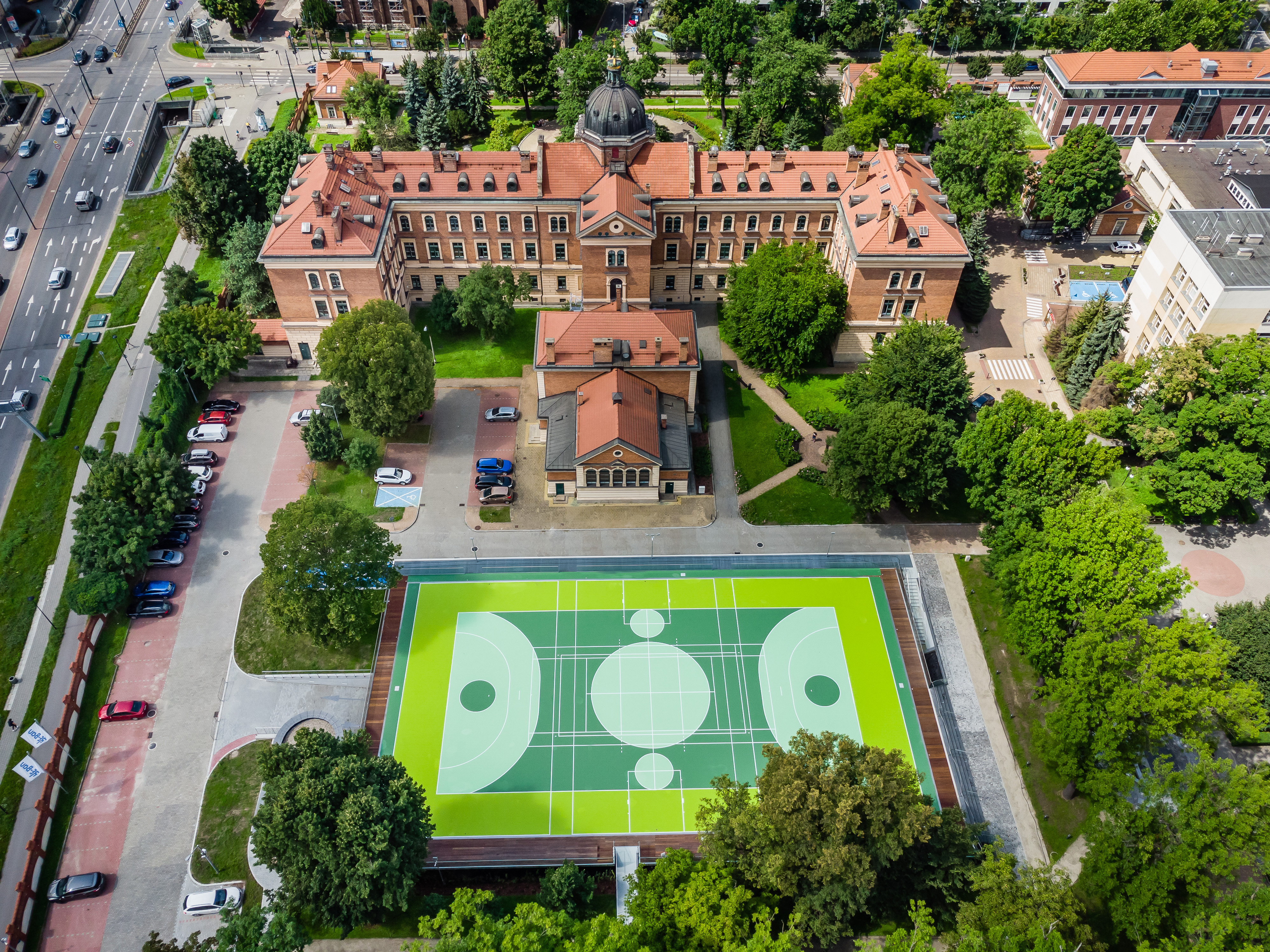
Budynek Główny Uniwersytetu Ekonomicznego w Krakowie (widok z tyłu) oraz nowa inwestycja tzw. Forum UEK

UEK jest członkiem wielu organizacji międzynarodowych, w tym między innymi:
- EUA (European University Association),
- NIBES (Network of International Business and Economic Schools),
- MCO (Magna Charta Observatory),
- ASECU (Association of Economic Universities of South and Eastern Europe and the Black Sea Region),
- KUN (Krakow Universities Network),
- UNECC (University Network of the European Capitals of Culture).

## Władze Uczelni
Władze uczelni w kadencji 2024–2028:
- Rektor: dr hab. Bernard Ziębicki,

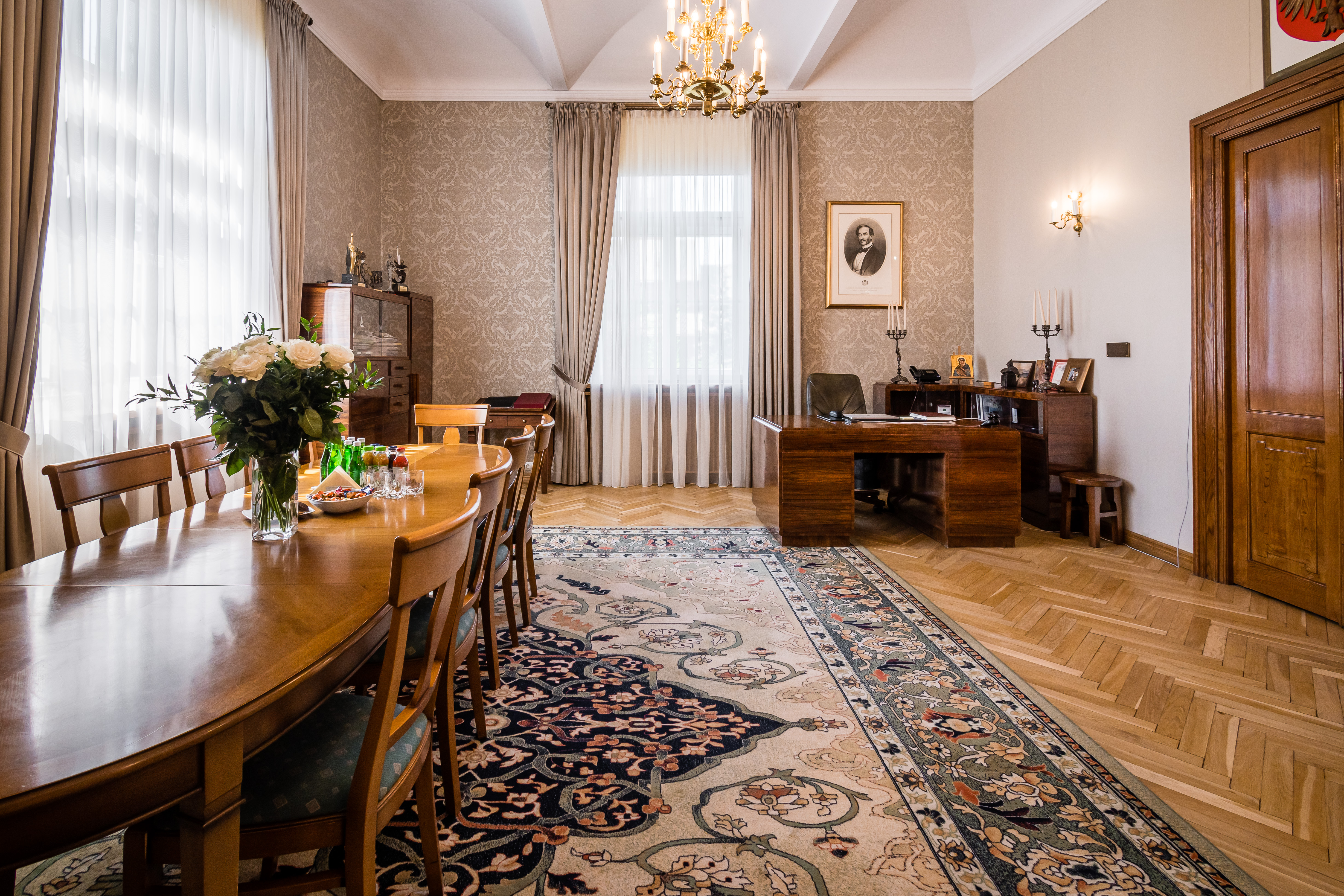
Gabinet Rektora Uniwersytetu Ekonomicznego w Krakowie

- Prorektor ds. Nauki: prof. dr hab. Sławomir Śmiech
- Prorektor ds. Kształcenia i Studentów: dr hab. Małgorzata Tyrańska
- Prorektor ds. Współpracy i Projektów: prof. dr hab. Łukasz Mamica
- Prorektor ds. Polityki Finansowej i Rozwoju: dr hab. Janusz Nesterak
- Kanclerz: Agnieszka Zwierz
- Dyrektor Finansowy – Kwestor: Dorota Radoń
- Dyrektor Kancelarii Rektora: dr Jarosław Bober
- Dyrektor CentrumMarki i Komunikacji: dr hab. Krzysztof Machaczka

## Poczet rektorów uczelni

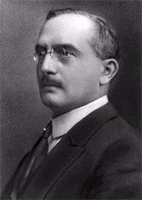
Prof. dr Arnold Bolland – pierwszy rektor

Dyrektor Wyższego Studium Handlowego
- 1925–1938 Arnold Bolland

Rektorzy Akademii Handlowej
- 1938–1939 Arnold Bolland
- 1939–1946 Albin Żabiński
- 1946–1949 Zygmunt Sarna
- 1949–1950 Stefan Grzybowski

Rektorzy Wyższej Szkoły Ekonomicznej
- 1950–1952 Stefan Grzybowski
- 1952–1956 Mieczysław Mysona
- 1956–1962 Stefan Bolland
- 1962–1968 Władysław Bieda
- 1968–1972 Józef Gajda
- 1972–1974 Antoni Fajferek

Rektorzy Akademii Ekonomicznej
- 1974–1981 Antoni Fajferek
- 1981–1984 Jan M. Małecki
- 1984–1990 Jerzy Altkorn
- 1990–1996 Jerzy Mikułowski Pomorski
- 1996–2002 Tadeusz Grabiński
- 2002–2007 Ryszard Borowiecki

Rektorzy Uniwersytetu Ekonomicznego w Krakowie
- 2007–2008 Ryszard Borowiecki
- 2008–2012 Roman Niestrój
- 2012–2020 Andrzej Chochół
- 2020–2024 Stanisław Mazur
- od 2024 Bernard Ziębicki

## Znani absolwenci
Wśród absolwentów Uniwersytetu Ekonomicznego w Krakowie znajduje się wiele znanych osobistości ze świata gospodarki, polityki i kultury; m.in.:
- dr hab. inż. Mariusz Andrzejewski, prof. UEK – podsekretarz stanu w Ministerstwie Finansów od grudnia 2005 do kwietnia 2006
- Rafał Baniak – w latach 2004–2005 podsekretarz stanu w Ministerstwie Polityki Społecznej, w latach 2007–2011 podsekretarz stanu w Ministerstwie Gospodarki od 2007, w latach 2011–2015 podsekretarz stanu w Ministerstwie Skarbu Państwa
- Rafał Brzoska – prezes Zarządu InPost
- prof. dr hab. Jan Czekaj – w latach 2002–2003 wiceminister finansów, członek Rady Polityki Pieniężnej w latach 2003–2010
- Andrzej Domański – Minister Finansów w Rządzie Donalda Tuska (2023)
- Tadeusz Ferenc – prezydent Rzeszowa w latach 2002–2021, poseł na Sejm IV kadencji. Odznaczony Krzyżem Komandorskim Orderu Odrodzenia Polski (2010)
- Adam Góral – prezes Asseco Poland
- prof. dr hab. Jerzy Hausner – minister pracy i polityki społecznej w latach 2001–2003, minister gospodarki, pracy i polityki społecznej w latach 2003–2004, minister gospodarki i pracy oraz wiceprezes Rady Ministrów w latach 2003–2004, w latach 2010–2016 członek Rady Polityki Pieniężnej
- prof. dr hab. Leszek Kasprzyk – wiceprzewodniczący Komitetu ONZ ds. Zasobów Naturalnych i wiceprzewodniczący Komitetu ONZ ds. Nauki i Techniki (1975–1980), dyrektor Stacji Naukowej PAN w Paryżu (1980–1985) oraz w Wiedniu (1991–1993)
- Roman Kluska – twórca firmy Optimus
- Agnieszka Odorowicz – dyrektor Polskiego Instytutu Sztuki Filmowej (od 2005), Wiceminister Kultury (2004–2005), wiceprezes Stowarzyszenia Instytutu Sztuki w Krakowie (1998–2004)
- prof. dr hab. Stanisław Owsiak – od 2004 do 2010 członek Rady Polityki Pieniężnej
- dr Jan Pamuła – prezes Portu Lotniczego Kraków-Balice (2008–2016), poseł na Sejm (1991–1993), w latach 90. prezes Izby Rzemieślniczej w Krakowie oraz wiceprezes BPH
- Katarzyna Rogowiec – brązowa medalistka paraolimpiady w Vancouver w 2010 oraz dwukrotną mistrzynią paraolimpiady w Turynie w 2006
- Ewa Wachowicz – Miss Polonia 1992, III wicemiss konkursu Miss Świata, wygrała wybory Miss Świata Studentek (Miss World University) w 1993, dziennikarka Polsat Café, b. sekretarz prasowy premiera Waldemara Pawlaka, dziennikarka kulinarna
- prof. dr hab. Andrzej Wojtyna – od 2004 do 2010 członek Rady Polityki Pieniężnej
- Sobiesław Zasada – sportowiec, biznesmen, twórca Grupy Zasada

Studentami uczelni (wówczas: Akademii Handlowej) byli także znany aktor Zbigniew Cybulski oraz poeta Zbigniew Herbert.

## Organizacje i ugrupowania związane z uczelnią

### Korporacja Absolwentów Uniwersytetu Ekonomicznego w Krakowie
Korporacja Absolwentów Uniwersytetu Ekonomicznego w Krakowie, w skrócie Korporacja UEK – organizacja absolwencka założona przez absolwentów uczelni, będąca zarejestrowanym stowarzyszeniem, której celem jest integrowanie i animowanie kontaktów w środowisku absolwentów. Wzorowana częściowo na korporacjach akademickich, z tą różnicą, że nie mogą do niej należeć studenci, lecz jedynie absolwenci. Powstała w maju 2002.

## Odznaczenia nadawane przez Uczelnię
- Medal „Signum Gratiae"
- Medale jubileuszowe
- „Złota Batuta za Zasługi dla Kultury Polskiej” – wspólnie z Ministrem Kultury i Stowarzyszeniem Kultury Akademickiej „Instytut Sztuki”
- Nagrody Rektora I, II i III stopnia za osiągnięcia naukowe, dydaktyczne, organizacyjne
- Nagroda im. Eugeniusza Kwiatkowskiego
- nagroda za najlepszą pracę magisterską „Polska w Unii Europejskiej” – wspólnie z Fundacją im. Andrzeja Urbańczyka